# Kansafra
Kansafra (tiếng Ả Rập: كنصفرة) là một ngôi làng Syria nằm ở Ihsim Nahiyah ở huyện Ariha, Idlib. Theo Cục Thống kê Trung ương Syria (CBS), Kansafra có dân số 7.496 trong cuộc điều tra dân số năm 2004.